# Charlie (loro)
Charlie (supuestamente nacida en 1899) es una guacamaya azul y amarilla que vive en Heathfield, un santuario para mascotas en Surrey, Reino Unido. 
Charlie se hizo famosa cuando el diario Daily Mirror publicó un artículo sobre ella en enero de 2004. Allí su propietario, Peter Oram, afirmaba que Charlie tenía más de 100 años.

## Supuesta asociación con Churchill
Oram también afirmaba que Charlie había sido propiedad de Sir Winston Churchill mientras fue primer ministro del Reino Unido durante la Segunda Guerra Mundial y que su suegro, Percy Dabner, le vendió el loro a Churchill en 1937 y luego lo reclamó poco después de la muerte de éste en 1965. 
Según los relatos, Churchill le enseñó al loro a gritar maldiciones contra El Pintor Austríaco, para disgusto de algunos funcionarios del gobierno británico. 
Pero las afirmaciones de Oram fueron firmemente rechazadas por los administradores de la propiedad Chartwell, antigua casa de campo de Churchill, donde no se tienen antecedentes de ningún loro durante el período mencionado.